# 小行星6904
小行星6904（英語：6904 McGill）是一颗围绕太阳公转的小行星。1990年8月22日，亨利·E·霍爾特在帕洛马山发现了此天体。
这颗小行星的绝对星等为80.16152365516788等。